# Чемпионат Европы по футболу 2024 (отборочный турнир, группа D)
Группа D отборочного турнира чемпионата Европы по футболу 2024 — одна из десяти групп для определения команд, которые примут участие в основной стадии чемпионата в Германии. В группу D попали пять сборных: Армения, Латвия, Турция, Уэльс и Хорватия. Команды сыграют друг с другом дома и в гостях в 2 круга.
Сборные, занявшие первые два места, выйдут в финальную часть чемпионата. Участники плей-офф будут определены на основе их выступления в Лиге наций 2022/2023.

## Турнирная таблица
| Поз | Команда  | И | В | Н | П | МЗ | МП | РМ  | О  | Квалификация                        |     | Турция | Хорватия | Уэльс | Армения | Латвия |
| --- | -------- | - | - | - | - | -- | -- | --- | -- | ----------------------------------- | --- | ------ | -------- | ----- | ------- | ------ |
| 1   | Турция   | 8 | 5 | 2 | 1 | 14 | 7  | +7  | 17 | Квалификация в финальный раунд      |     | —      | 0:2      | 2:0   | 1:1     | 4:0    |
| 2   | Хорватия | 8 | 5 | 1 | 2 | 13 | 4  | +9  | 16 | Квалификация в финальный раунд      |     | 0:1    | —        | 1:1   | 1:0     | 5:0    |
| 3   | Уэльс    | 8 | 3 | 3 | 2 | 10 | 10 | 0   | 12 | Сборная участвует в стыковых матчах |     | 1:1    | 2:1      | —     | 2:4     | 1:0    |
| 4   | Армения  | 8 | 2 | 2 | 4 | 9  | 11 | −2  | 8  |                                     |     | 1:2    | 0:1      | 1:1   | —       | 2:1    |
| 5   | Латвия   | 8 | 1 | 0 | 7 | 5  | 19 | −14 | 3  |                                     | 2:3 | 0:2    | 0:2      | 2:0   | —       |        |

## Матчи
Список матчей был опубликован УЕФА 10 октября 2022 года. Время указано в CET/CEST. Местное время, если отличается, указано в скобках.
| Армения          | 1:2     | Турция                       |
| ---------------- | ------- | ---------------------------- |
| Кабак 10′ (авт.) | (отчёт) | - Кёкчю 35′ - Актюркоглу 64′ |

| Хорватия     | 1:1     | Уэльс         |
| ------------ | ------- | ------------- |
| Крамарич 28′ | (отчёт) | Бродхед 90+3′ |

| Турция | 0:2     | Хорватия          |
| ------ | ------- | ----------------- |
|        | (отчёт) | Ковачич 20′ 45+4′ |

| Уэльс   | 1:0     | Латвия |
| ------- | ------- | ------ |
| Мур 41′ | (отчёт) |        |

| Латвия                     | 2:3     | Турция                                       |
| -------------------------- | ------- | -------------------------------------------- |
| - Эмсис 51′ - Тоберс 90+4′ | (отчёт) | - Бардакджи 23′ - Ундер 61′ - Кахведжи 90+5′ |

| Уэльс                     | 2:4     | Армения                            |
| ------------------------- | ------- | ---------------------------------- |
| - Джеймс 10′ - Уилсон 72′ | (отчёт) | - Селараян 19′ 75′ - Ранос 30′ 66′ |

| Армения                                | 2:1     | Латвия               |
| -------------------------------------- | ------- | -------------------- |
| - Тикнизян 35′ - Барсегян 90+1′ (пен.) | (отчёт) | - Мкртчян 67′ (авт.) |

| Турция                  | 2:0     | Уэльс |
| ----------------------- | ------- | ----- |
| - Найыр 72′ - Гюлер 80′ | (отчёт) |       |

| Хорватия                                                      | 5:0     | Латвия |
| ------------------------------------------------------------- | ------- | ------ |
| - Петкович 3′ 44′ - Иванушец 13′ - Крамарич 68′ - Пашалич 78′ | (отчёт) |        |

| Турция         | 1:1     | Армения     |
| -------------- | ------- | ----------- |
| - Йылдырым 88′ | (отчёт) | - Дашян 49′ |

| Армения | 0:1     | Хорватия       |
| ------- | ------- | -------------- |
|         | (отчёт) | - Крамарич 13′ |

| Латвия | 0:2     | Уэльс                            |
| ------ | ------- | -------------------------------- |
|        | (отчёт) | - Рэмзи 29′ (пен.) - Брукс 90+6′ |

| Хорватия | 0:1     | Турция       |
| -------- | ------- | ------------ |
|          | (отчёт) | - Йылмаз 30′ |

| Латвия                        | 2:0     | Армения |
| ----------------------------- | ------- | ------- |
| - Икауниекс 39′ - Балодис 68′ | (отчёт) |         |

| Турция                                         | 4:0     | Латвия |
| ---------------------------------------------- | ------- | ------ |
| - Акгюн 58′ - Тосун 84′ 90+2′ - Актюркоглу 88′ | (отчёт) |        |

| Уэльс            | 2:1     | Хорватия      |
| ---------------- | ------- | ------------- |
| - Уилсон 47′ 60′ | (отчёт) | - Пашалич 75′ |

| Армения       | 1:1     | Уэльс                   |
| ------------- | ------- | ----------------------- |
| - Селараян 5′ | (отчёт) | - Тикнизян 45+2′ (авт.) |

| Латвия | 0:2     | Хорватия                  |
| ------ | ------- | ------------------------- |
|        | (отчёт) | - Майер 7′ - Крамарич 16′ |

| Хорватия      | 1:0     | Армения |
| ------------- | ------- | ------- |
| - Будимир 43′ | (отчёт) |         |

| Уэльс        | 1:1     | Турция              |
| ------------ | ------- | ------------------- |
| - Уильямс 7′ | (отчёт) | - Языджи 70′ (пен.) |

## Бомбардиры
Примечание: В скобках указано, сколько голов из общего числа забито с пенальти.
4 гола
- Андрей Крамарич

3 гола
- Лукас Селараян
- Харри Уилсон

2 гола
- Грант-Леон Ранос
- Керем Актюркоглу
- Дженк Тосун
- Матео Ковачич
- Марио Пашалич
- Бруно Петкович

1 гол
- Тигран Барсегян (1)
- Артак Дашян
- Наир Тикнизян
- Даниэль Балодис
- Янис Икауниекс
- Кристерс Тоберс[англ.]
- Эдуард Эмсис
- Юнус Акгюн
- Абдюлькерим Бардакджи
- Арда Гюлер
- Бертуг Йылдырым
- Барыш Йылмаз
- Ирфан Кахведжи
- Оркун Кёкчю
- Умут Найыр
- Дженгиз Ундер
- Юсуф Языджи (1)
- Нейтан Бродхед
- Дэвид Брукс
- Дэниел Джеймс
- Киффер Мур
- Аарон Рэмзи (1)
- Нико Уильямс
- Анте Будимир
- Лука Иванушец
- Ловро Майер

Автоголы
- Озан Кабак (в матче против  Армении)
- Стёпа Мкртчян (в матче против  Латвии)
- Наир Тикнизян (в матче против  Уэльса)

## Дисквалификации
Игрок получает дисквалификацию на 1 матч за следующие нарушения:
- Красная карточка (отстранение за красную карточку может быть продлено за грубые нарушения).
- 3 жёлтые карточки в 3-х разных матчах, а также 5-я и каждая последующая жёлтая карточка (дисквалификация за жёлтую карточку не переносится на плей-офф, основной турнир или любые другие международные матчи).

| Футболист    | Команда | Нарушения                        | Пропущенные матчи                |
| ------------ | ------- | -------------------------------- | -------------------------------- |
| Эдуард Эмсис | Латвия  | против Турции (16 июня 2023)     | против Армении (19 июня 2023)    |
| Киффер Мур   | Уэльс   | против Армении (16 июня 2023)    | против Турции (19 июня 2023)     |
| Джо Моррелл  | Уэльс   | против Турции (19 июня 2023)     | против Латвии (11 сентября 2023) |
| Марцис Ошс   | Латвия  | против Армении (12 октября 2023) | против Турции (15 октября 2023)  |